# 上海市口腔医院
上海市口腔医院总院位于中華人民共和國上海市黄浦区北京东路356号，成立于1946年，最初名為上海市立牙病中心防治所，现为三级口腔专科医院。
现醫院有北京东路院区、复兴中路院区、浦锦院区、闵行院区、永嘉路门诊部、天津路科研教学中心和江西中路口腔公共卫生培训中心。北京东路356号原为1933年建成的国华大楼，投资和建造均为国华银行。现院长为刘月华。

## 历史
1946年，上海市立牙病中心防治所成立（海宁路96号A）。
1949年，中國人民解放軍接管上海后醫院受上海市卫生局管轄。
1951年，上海市立牙病中心防治所改名為上海市口腔病防治院（复兴中路1258号）。
1956年，总所设在北京东路356号，复兴中路1258号作为分所。
1993年9月，加牌上海市口腔医院（筹）。
1998年，被上海市卫计委正式加牌上海市口腔医院。
2005年，归口到上海申康医院发展中心。
2020年8月25日，上海市口腔病防治院闵行院区（梅陇镇）开工奠基，规划建筑面积4.5万平方米。
2015年复旦大学与上海申康医院发展中心签约共建复旦大学附属口腔医院。
2021年加挂上海市口腔健康中心牌子，成立复旦大学口腔医学院，依托上海市口腔医院建设。